# Майск (Гомельская область)
Майск (бел. Майскі) — посёлок в Бывальковском сельсовете Лоевского района Гомельской области Беларуси.

## География

### Расположение
В 21 км на юго-запад от Лоева, 81 км от железнодорожной станции Речица (на линии Гомель — Калинковичи), 105 км от Гомеля.

## Транспортная сеть
Транспортные связи по просёлочной, затем автомобильной дороге Брагин — Лоев. Планировка состоит из прямолинейной улицы, близкой к меридиональной ориентации и застроенной двусторонне деревянными крестьянскими усадьбами.

## История
Основан в начале 1920-х годов переселенцами из соседних деревень на бывших помещичьих землях. В 1932 году жители вступили в колхоз. Во время Великой Отечественной войны оккупанты в октябре 1943 года сожгли 41 двор. Согласно переписи 1959 года в составе совхоза Днепровский (центр — деревня Переделка). До 31 декабря 2009 года в составе Севковского сельсовета.

## Население

### Численность
- 1999 год — 30 хозяйств, 64 жителя.

### Динамика
- 1930 год — 19 дворов, 108 жителей.
- 1940 год — 48 дворов.
- 1959 год — 179 жителей (согласно переписи).
- 1999 год — 30 хозяйств, 64 жителя.